# Rodnei Francisco de Lima
Rodnei Francisco de Lima známý i jako Rodnei (* 11. září 1985, São Paulo) je brazilský fotbalový obránce od roku 2012 hrající za rakouský klub FC Red Bull Salzburg. Hraje na postu stopera (středního obránce).